# Ратгеб, Йорг
Йорг, Йерг Ратгеб (нем. Jerg Ratgeb, Jörg Ratgeb; ок. 1480, Швебиш-Гмюнд — 1526, Пфорцхайм) — немецкий живописец эпохи Северного Возрождения и Реформации, современник Альбрехта Дюрера. Один из лидеров Крестьянской войны в Германии. За поддержку повстанцев в крестьянской войне был приговорен к смертной казни и, вероятно, казнён через четвертование.

## Биография
О его жизни мало что известно. Он происходил из Швебиш-Гмюнда (земля Баден-Вюртемберг). В документах 1522 и 1526 годов его отцом назван Якоб Ратгеб по прозванию Шюрц. Семья, возможно, жила в Шюрценхаусе, доме, от которого отец художника получил своё прозвание.
Около 1500 года Йорг Ратгеб впервые упоминается как возможный подмастерье Ганса Гольбейна Старшего. В 1503 году Ратгеб переехал в Штутгарт и получил там гражданство, затем работал в регионе Рейн-Майн, с 1509 по 1512 год в Хайльбронне, затем во Франкфурте-на-Майне и снова в Штутгарте (1521—1522).
Его главные работы — Алтарь Варвары в городской церкви Швайгерна (1510), Херренбергский алтарь (1518—1519) и роспись Франкфуртского монастыря кармелитов (1514—1518). Благодаря его контактам с франкфуртскими кармелитами и патрициями Ратгеб, вероятно, создал и многие другие произведения. В 1519—1520 годах он снова работал в кармелитском монастыре, а в 1521 году создал фрески в Майнцском соборе. В 1521—1522 годах он закрыл свою франкфуртскую мастерскую, в которой, вероятно, работало десять человек, и вернулся в Штутгарт. О его дальнейшем творчестве мало что известно. Возможно, он работал на кармелитов в Эсслингене, где герцогиня Елизавета заказала новый главный алтарь.
В качестве члена Штутгартского совета Йорг Ратгеб вёл переговоры с восставшими крестьянами во время восстания 1525 года. Крестьяне избрали его военным советником и канцлером. После подавления восстания Ратгеб бежал, но был схвачен, обвинён в государственной измене и казнен «четвертованием с лошадьми» в 1525 или 1526 году в Пфорцхайме.

## Изучение творчества
Творчество «крестьянского художника» со временем было забыто. Его работы были заново открыты конце XIX века Отто Доннером фон Рихтером. С тех пор оно стало предметом спорных интерпретаций. Его страшная смерть неоднократно побуждала историков искусства к политическим интерпретациям его произведений. Творчество художника изучал немецкий историк искусства Вильгельм Френгер. Капитальная монография Френгера о художнике была опубликована только в 1972 году: «Йорг Ратгеб. Художник и мученик Крестьянской войны» (Jörg Ratgeb. Ein Maler und Märtyrer aus dem Bauernkrieg. Herausgegeben von Gustel Fraenger und Ingeborg Baier-Fraenger. — Dresden: Verlag der Kunst, 1972).
Выдающийся российский германист М. Я. Либман рассматривал творчество «неспокойного и гонимого своим темпераментом» Ратгеба в контексте его связи с искусством ещё одного необычайно экспрессивного немецкого мастера — Маттиаса Грюневальда и, что неожиданно, с Италией: «Этот швабский художник, чья мастерская была в Штутгарте, попал около 1500 года в Северную Италию. Своеобразное творчество Мастера домашней книги, с одной стороны, и Беллини, Мантеньи и Карпаччо — с другой, породило искусство Йерга Ратгеба. Между 1514 и 1517 годами он находился во Франкфурте-на-Майне, где произошла его встреча если не с самим Грюневальдом, то, во всяком случае, знакомство с произведениями последнего. Ратгеб заимствовал у Грюневальда эмоциональную насыщенность образов, граничащую иногда с экстатическим состоянием. Но для него были недосягаемы возвышенная поэтичность и изумительный колористический дар Мастера Матиса. Некоторая жёсткость рисунка и пластики идёт от Мантеньи и вредит общему впечатлению от произведений Йерга… Как необузданные и временами грубые творения Ратгеба, так и его страшная участь как будто отражают в утрированной форме искусство и жизнь Грюневальда».

## Галерея
- Алтарь Варвары. Церковь в Швайгерне. 1510
- Деталь алтаря
- История ордена кармелитов. Деталь росписи. 1517. Кармелитский монастырь, Франкфурт-на-Майне
- Херренбергский алтарь. 1518—1519. Дерево, масло. Государственная галерея искусств, Штутгарт
- Тайная вечеря. Левая створка Херренбергского алтаря
- Преображение. Правая створка Херренбергского алтаря
- Деталь центральной части